# Catiche

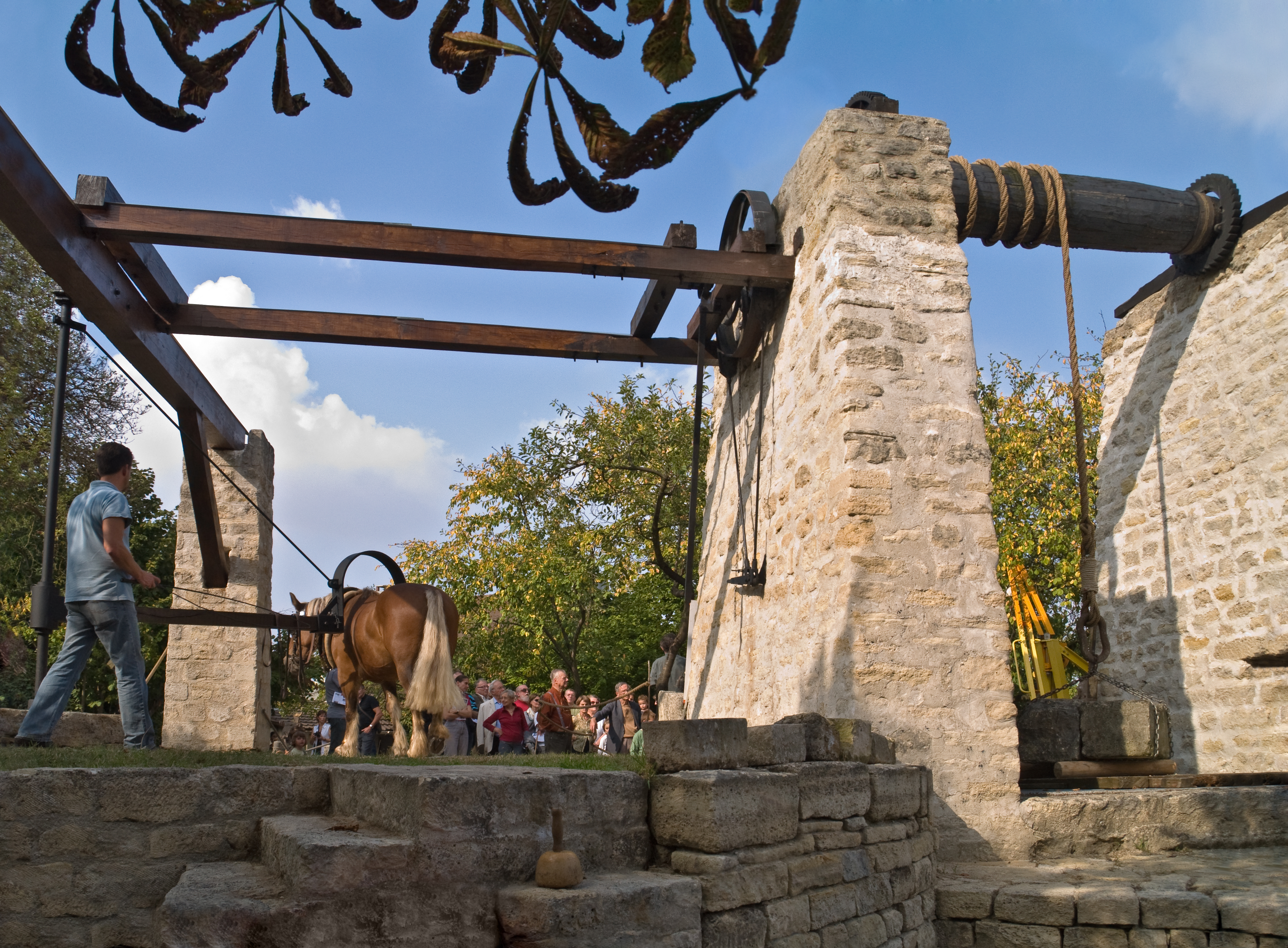
Carrière souterraine.

Une catiche est un terme du Nord de la France qui désigne généralement les souterrains. Ce terme est plus particulièrement utilisé au sud de Lille et dans les communes limitrophes où se situent de nombreuses carrières souterraines d'exploitation de craie, ainsi que dans quelques endroits de Picardie et du Cambrésis.
Le mot catiche peut aussi désigner la tanière des loutres, ainsi qu'une chaussée, une digue ou un mur bordant une rivière.

## Étymologie
Plusieurs hypothèses ont été avancées sur l'origine du mot. La plus courante se réfère à la tanière des loutres.
Cependant, une explication plus rationnelle nous vient de l'étude du vieux français, plus particulièrement du mot catir ou quatir, qui signifiait « se blottir, se tapir, se cacher ». En effet, les souterrains ont longtemps servi aux habitants à se protéger des menaces. Quelques riverains gardent la mémoire des carrières réaménagées en refuges afin de protéger la population des bombardements.

## Description et utilisation des catiches
Une « catiche » désigne dans le vocabulaire local les cavités souterraines artificielles qui sont d'anciennes carrières d'exploitation de la craie, ou plus rarement de marne ou de silex.
Techniquement, le terme catiche est employé pour désigner plus spécifiquement des puits d'extraction de craie de grandes dimensions en forme de bouteille, particulièrement nombreux dans la région lilloise. Par extension, ce terme est employé pour une typologie d'exploitation où le matériau est entièrement extrait par des catiches alignées. Localement, ce terme est parfois aussi utilisé pour désigner les puits d'extraction plus petits assez courants dans les autres types d'exploitations. Tous ces puits étaient refermés par un encorbellement de pierres taillées non maçonnées qui sont parfois de véritables œuvres d'art.
La principale utilisation des grands volumes de craie exploitée dans les carrières en catiches n'était pas la pierre à bâtir, généralement obtenue dans les carrières en chambres et piliers, mais la fabrication de chaux destinée à la construction, au chaulage des champs ou à l'industrie sucrière, ainsi que d'autres applications très demandeuses de ce matériau, tel le procédé Solvay. Cette différence dans l'exploitation permet de distinguer la catiche spécifique à la région du sud de Lille où l'on extrait de la craie brute, du puits d'extraction qui servait à remonter les pierres taillées au fond dans les carrières en chambres et piliers.

### Procédé d'exploitation des catiches
Le procédé d'exploitation consistait à creuser un puits puis, dès que l'on atteignait la craie, à l'évaser progressivement. On descendait jusqu'à un niveau où la craie n'était plus exploitable. La cavité finie a une forme de bouteille, une forme qui offre une grande stabilité à l'exploitation. La profondeur est généralement comprise entre 10 mètres et 20 mètres, le diamètre au niveau du terrain naturel est d'environ 1 mètre, pour atteindre au maximum 15 mètres au niveau du sol de l'exploitation.
Le « goulot » était scellé en fin d'exploitation par une voûte en encorbellement de pierres sèches reposant normalement sur la craie franche. Cette voûte était ensuite recouverte de quelques dizaines de centimètres de terre, ce qui permettait de continuer l'exploitation agricole des terrains de surface. Il semble que ce type d'exploitation, après un apogée aux XIXe siècle, se soit éteint au début du XXe siècle. Cependant, quelques personnes étaient encore capables de réparer les voûtes lorsque celles-ci étaient endommagées à la fin du XXe siècle.
Lorsqu'une catiche était terminée, on creusait une autre catiche à une distance proche du diamètre de base de la précédente, ce qui permettait une jonction au fond. Ainsi, quatre catiches réalisées au carré laissaient au niveau du sol un pilier de craie en forme d'étoile à quatre branches, et quatre portes plus ou moins hautes. Correctement effectuées, les exploitations en catiches pouvaient atteindre plusieurs hectares. Les plus importantes sont situées sur les communes de Faches-Thumesnil, Hellemmes, Lezennes, Lille, Loos, Ronchin, Seclin, Templemars, Wattignies. Il existe cependant des catiches isolées qui ne sont découvertes qu'à la suite de l'effondrement des pierres de fermeture.
Localement, à la suite de remontées de nappes ou des arrêts de pompage, le fond de certaines catiches peut être situé sous le niveau du plafond de la nappe phréatique et être ennoyé, ce qui nuit à la stabilité des piliers et empêche l'inspection des cavités.
En outre, comme toutes les cavités souterraines, la présence de gaz tels le radon ou le dioxyde de carbone, ainsi que le manque d'oxygène, représentent un risque sanitaire non négligeable. Les cavités ont également souvent servi d'exutoire aux eaux pluviales, d'égout voire de décharge, ce qui représente un problème de pollution de la nappe phréatique de la craie.

### Fin d'exploitation des catiches de craie
Les catiches ont souvent été transformées en champignonnières ou en site de blanchiment d'une sorte d'endive aux longues feuilles, dite Barbe de capucin. Celle-ci était cultivée par les « barbeux ». Il y en avait une cinquantaine dans les années 1960, il n'en restait plus que deux quarante ans plus tard, et plus qu'un en 2021, à Loos.

### Dénombrement et historique
Dans le Nord, la majeure partie des carrières souterraines exploitées en catiches et encore visitables a été recensée, cartographiée et inspectée avant 2006 par un service spécialisé du Département du Nord, le Service Départemental d'Inspection des Carrières Souterraines (SDICS). Celui-ci avait été créé en 1967 à la suite d'une série d'effondrements à Masnières, Curgies, Petite-Forêt et à la catastrophe de Clamart.
Par la suite, l'un des chefs de service, M. Bernard Bivert, a, dans le cadre de sa mission d'information du public, fait éditer deux ouvrages richement illustrés sur les souterrains du Nord et du Pas-de-Calais (voir infra).
À la suite du recentrage des missions du Département du Nord au seul territoire départemental (routes et collèges), le SDICS change de nom en 2006 et limite ses activités en matière de cavités souterraines. En 2017, le SDICS est définitivement fermé. Les particuliers et collectivités affectés par les carrières souterraines du Nord sont alors tenus de se rapprocher des services de l'État.
Aussi, le BRGM avait procédé en 2016 à l'inventaire des cavités, avant la fermeture du SDICS. Selon son rapport, on compterait dans le département du Nord 188 exploitations de carrières souterraines en catiches.
Quelques collectivités fortement affectées ont mis en place des services ou des unités spécialisées dans la gestion du risque mouvement de terrain, notamment la ville de Lille.
Fin 2017, 11 communes de la Métropole européenne de Lille s'associent pour créer le Service commun des carrières souterraines en remplacement du SDICS afin de mutualiser leurs efforts. Ce service est situé à l'hôtel de ville de Lille.
On ne peut parler de catiches sans évoquer le réseau des carrières de Lezennes et des environs, qui est l'un des plus grands réseaux de carrières souterraines de France. Il s'étend notamment sous les communes de Lezennes, Lille-Hellemmes et Villeneuve-d'Ascq,. Il regroupe plusieurs types d'exploitations, en chambres et piliers et catiches, et a servi comme souterrain-refuge comme en témoignent de nombreux graffitis et vestiges. Une visite annuelle est organisée par la mairie de Lezennes lors des journées du patrimoine.
Il n'y a à ce jour pas d'étude exhaustive sur les différentes périodes de creusement des cavités souterraines et leurs usages, même si elles peuvent être localement bien documentées (cas des fortifications de Lille). Les plus anciens exemples de souterrains datent du Paléolithique et ont servi à l'exploitation de rognons de silex par l'Homme préhistorique ; une reconstitution muséologique est présentée au Parc de Samara (Somme). Il ne s'agit évidemment pas de catiches telles que décrites ci-avant mais de cavités rudimentaires.
Certaines carrières dateraient de l'époque romaine. On en extrayait la craie qui servait à construire, à alimenter les fours à chaux, ou comme amendement agricole en remplacement de la marne. Les morceaux de craie se fragmentent sous l'effet du gel hivernal et enrichissent les sols agricoles en calcium.

## Autres souterrains
Il convient de différencier les catiches des différents types de souterrains, notamment dans la région Nord-Pas-de-Calais.
Ainsi, les catiches du sud-lillois sont distinctes des caves dites boves d'Arras ou de Béthune, des boves superficielles taillées dans les limons particulièrement présentes dans le Cambrésis, des carrières souterraines en chambres à piliers tournés (dites également carrières en chambres et piliers), des sapes de guerre (particulièrement liées aux tranchées de la première guerre mondiale), des muches, des souterrains-refuges et souterrains linéaires (intégrés le plus souvent à d'anciennes fortifications telles que celles de Vauban).

## Risques d'effondrement
Les parois et piliers fragilisés par les mouvements de nappe ou les rejets d'eaux et de déchets, les bouchons endommagés sont une source de danger pour les activités et constructions occupant le sol situé au-dessus du réseau de cavités souterraines.
En 2000-2010, selon les pompiers, au Nord de la France, une douzaine de plafonds de catiches s'effondre chaque année, souvent brutalement et après une période de forte pluie et/ou gel, et parfois de manière spectaculaire.
La presse fait régulièrement état de découverte de catiches en zone habitée, voire près d'immeubles, et une association de riverains s'est créée pour tenter de trouver des solutions.
Devant ces phénomènes, les pouvoirs publics se sont dotés d'outils de prévention et de conseil. Sur les communes affectées, tout propriétaire peut avoir accès gratuitement en mairie et au BRGM aux documents disponibles. En outre, des outils en ligne comme Géorisques permettent de connaître les différents risques à l'échelle du pays ou d'une parcelle. Dans les 11 communes du Nord les plus affectées par les catiches, le Service Commun des Carrières Souterraines répond aux demandes de renseignements des particuliers et professionnels, procède à l'inspection et plus généralement gère le risque lié aux anciennes cavités abandonnées.

### Vidéographie
- [vidéo] « Métropole de Lille : c'est quoi une catiche ? ».